# Berlou
 Berlou  es una población y comuna francesa, situada en la región de Languedoc-Rosellón, departamento de Hérault, en el distrito de Béziers y cantón de Olargues.

## Demografía
| 290 | 267 | 228 | 203 | 193 | 184 |
| Para los censos de 1962 a 1999 la población legal corresponde a la población sin duplicidades (Fuente: INSEE [Consultar]) |     |     |     |     |     |